# آندره سا
آندره سا (پرتغالی: André Rezende Sá؛ زاده ۶ مهٔ ۱۹۷۷) یک تنیس‌باز بازنشسته اهل برزیل است.